# Krzysztof Dzierma
Krzysztof Antoni Dzierma (ur. 29 maja 1959 w Kętrzynie) – polski kompozytor i aktor teatralny związany z Białostockim Teatrem Lalek.
Pod koniec lat 80. był drugim dyrygentem Chóru ówczesnej Akademii Medycznej w Białymstoku. Popularność zdobył dzięki roli księdza proboszcza Antoniego w Królowym Moście, w serii filmów w reżyserii Jacka Bromskiego U Pana Boga...

## Filmografia (role)
- 1998: U Pana Boga za piecem jako ksiądz Antoni, proboszcz w Królowym Moście
- 2001: Oko Boga jako Mormoni
- 2007: U Pana Boga w ogródku (film) jako ksiądz Antoni, proboszcz w Królowym Moście
- 2007-2009: U Pana Boga w ogródku (serial) jako ksiądz Antoni, proboszcz w Królowym Moście
- 2009: U Pana Boga za miedzą jako ksiądz Antoni, proboszcz w Królowym Moście
- 2021: Czarna Dama jako Wacław „Rejent”
- 2024: U Pana Boga w Królowym Moście (film) jako Ksiądz Antoni, proboszcz w Królowym Moście
- 2024: U Pana Boga w Królowym Moście (serial) jako Ksiądz Antoni, proboszcz w Królowym Moście

## Kompozytor
- Polowanie na lisa (spektakl, 1990)
- Turlajgroszek (spektakl, 1992)
- Miecz (spektakl, 1993)
- Prorok Ilja (spektakl, 1994)
- Car Mikołaj (spektakl, 1995)
- Klątwa (spektakl, 1995)
- Sprawa Folsztyńskiego (spektakl, 1996)
- Krótki kurs piosenki aktorskiej (spektakl, 1997)
- Maszer (film dokumentalny, 2001)
- Biebrzański Park Narodowy (film dokumentalny, 2003)
- Ostatni dyktator Europy? (film dokumentalny, 2003)
- Pogoń za prawdą (film dokumentalny, 2003)
- Wigierski Park Narodowy (film dokumentalny i przyrodniczy, 2005)
- Piękna i Bestia (spektakl dla dzieci, 2006)
- Nieobecny (film dokumentalny przedstawiający historię wileńskiego poety Sławomira Worotyńskiego, 2017)[3]
- Jesienne Bieniakonie (2017)[4]

## Nagrody i wyróżnienia
- 2003: Srebrny Krzyż Zasługi[5]
- 2008: nominacja do „Złotej Kaczki” miesięcznika „Film” w kategorii Najlepszy aktor za film U Pana Boga w ogródku
- 2009: nominacja do „Złotej Kaczki” miesięcznika „Film” w kategorii Najlepsza rola męska sezonu 2008/2009 za film U Pana Boga za miedzą
- 2009: Nagroda Artystyczna Prezydenta Miasta Białegostoku
- 2009: Srebrny Medal „Zasłużony Kulturze Gloria Artis”[6]
- 2011: tytuł Regionalnego Ambasadora Polszczyzny[7][8]
- 2015: Nagroda Henryk za wybitne osiągnięcia w dziedzinie teatru lalek